# Ștefan cel Mare (okręg Vaslui)
Ștefan cel Mare – wieś w Rumunii, w okręgu Vaslui, w gminie Ștefan cel Mare. W 2011 roku liczyła 450 mieszkańców.